# Pajarón (kommunhuvudort)
Pajarón är en kommunhuvudort i Spanien.   Den ligger i provinsen Provincia de Cuenca och regionen Kastilien-La Mancha, i den centrala delen av landet, 170 km öster om huvudstaden Madrid. Pajarón ligger 1 055 meter över havet och antalet invånare är 113.
Terrängen runt Pajarón är platt åt sydväst, men åt nordost är den kuperad.  Trakten runt Pajarón är nära nog obefolkad, med mindre än två invånare per kvadratkilometer. Närmaste större samhälle är Carboneras de Guadazaón, 7,5 km söder om Pajarón. Omgivningarna runt Pajarón är i huvudsak ett öppet busklandskap.